# Seckan
Seckan är en sjö i Falu kommun i Dalarna och ingår i Dalälvens huvudavrinningsområde. Sjön har en area på 0,379 kvadratkilometer och ligger 120,3 meter över havet. Sjön avvattnas av vattendraget Lillälven (Tängerströmmen).

## Delavrinningsområde
Seckan ingår i det delavrinningsområde (673446-150447) som SMHI kallar för Inloppet i Borängessjön. Medelhöjden är 136 meter över havet och ytan är 2,38 kvadratkilometer. Räknas de 162 avrinningsområdena uppströms in blir den ackumulerade arean 1 850,11 kvadratkilometer. Lillälven (Tängerströmmen) som avvattnar avrinningsområdet har biflödesordning 2, vilket innebär att vattnet flödar genom totalt 2 vattendrag innan det når havet efter 238 kilometer. Avrinningsområdet består mestadels av skog (28 procent), öppen mark (14 procent) och jordbruk (21 procent). Avrinningsområdet har 0,47 kvadratkilometer vattenytor vilket ger det en sjöprocent på 19,8 procent. Bebyggelsen i området täcker en yta av 0,4 kvadratkilometer eller 17 procent av avrinningsområdet.